# Sandoval (Teksas)
Sandoval je naseljeno mjesto za statističke potrebe u američkoj saveznoj državi Teksas. Prema popisu stanovništva iz 2010. u njemu je živjelo 32 stanovnika.